# Alien Xmas
Alien Xmas ist ein US-amerikanischer Animations-Weihnachtsfilm von 2020 unter der Regie von Stephen Chiodo. Die Filmgeschichte basiert auf dem gleichnamigen Buch von Chiodo und Jim Strain aus dem Jahr 2006. X, ein Außerirdischer, wird mit dem Auftrag, die Schwerkraft der Erde außer Kraft zu setzen, zum Nordpol geschickt. Die Erstveröffentlichung des Films erfolgte am 20. November 2020 beim Streaminganbieter Netflix.

## Handlung
Eine Rasse bunter Außerirdischer, bekannt als Klepts, verlor nach und nach ihre Farbe, da sie unter ihrer Anführerin Supreme Leader Z die Ressourcen ihres Heimatplaneten verschwendete. Danach bestahl das Volk der Klepts, deren Hauptmerkmal darin besteht, dass sie an einer schweren Form von Kleptomanie leiden, auch immer wieder fremde Galaxien. Die Klepts planen zudem einen Apparat namens Gyroton am magnetischen Nordpol zu errichten, der die Schwerkraft der Erde außer Kraft setzen soll, was zur Folge hätte, dass alle von den Klepts begehrten Gegenstände in den Weltraum schweben würden. Da sich niemand freiwillig meldet, wählt Leader Z den kleinen Klept X aus, der die letztgenannte Mission mit dem streitsüchtigen Hilfsroboter Samtu ausführen soll. X hegt die Hoffnung, sein Volk so von seinem Wert überzeugen zu können und den Respekt zu erhalten, der ihm bisher aufgrund seiner geringen Größe versagt wurde, allerdings reizt ihn auch die Aussicht, sich Dinge von der Erde als erster schnappen zu können, bevor der Rest der Klepts sich einmischt.
Kurz vor Heiligabend landen X und Samtu in Christmas Town auf der Erde, dort wo auch der Weihnachtsmann und seine Elfen leben. Der Weihnachtsmann ist gerade damit beschäftigt seinen technologisch sehr fortschrittlichen Schlitten mit Geschenken zu beladen, die er an Heiligabend überall auf der Erde verteilen will. Da der Schlitten jedoch nicht so funktioniert, wie er sollte, bittet der Weihnachtsmann Obie, den führenden Elfenmechaniker, das Problem schnellstmöglich zu beheben. Obies Tochter Holly und deren Mutter Noelle sind enttäuscht, dass gerade nun in der Weihnachtszeit weniger gemeinsame Zeit für die Familie bleibt.
X ist derweil in einer Eishöhle damit beschäftigt, Samtu Anweisungen zum Bau des Gyroton zu erteilen. Er selbst schleicht sich sodann in die Weihnachtsstadt, da der Drang, etwas zu stehlen, ihn wieder gepackt hat. Dort trifft er auf Obie. Er stellt sich tot und Obie hält ihn für eine leblose Puppe, nimmt ihn mit nach Hause und übergibt ihn seiner Tochter Holly als vorzeitiges Geschenk. Holly behält die neue Puppe auch bei sich, als sie gemeinsam mit ihrer Mutter den Weihnachtsbaum dekoriert, wobei Weihnachtslieder gesungen werden und auch während des Weihnachtsessens der Familie. X staunt zwar über die Freundlichkeit und Großzügigkeit der Elfen untereinander, versucht aber trotzdem in der Nacht mit einer Tüte mit gestohlenen Gegenständen aus Hollys Haus zu fliehen. Holly bekommt das allerdings mit und stellt X nun einen Welpen als Begleiter an die Seite. Dadurch geschieht etwas Seltsames mit X, die Erfahrung, etwas geschenkt bekommen zu haben, löst eine solche Wärme in ihm aus, dass er seine blaue Farbe wiedererlangt.
X beschließt daraufhin, den Plan der obersten Anführerin X zu missachten und programmiert Samtu neu, um diesen in die Lage zu versetzen, den Schlitten des Weihnachtsmanns reparieren zu können. Als Z länger nichts von X hört, befiehlt sie dem Volk der Klepts, in die Weihnachtsstadt einzudringen. Als die Klepts das Gyrotron aktivieren, schafft es Samtu zwar, die Maschine zu zerstören, fügt sich dabei jedoch einen Stromschlag zu. Es nützt aber alles nichts, die Klepts triumphieren über die Bewohner der Weihnachtsstadt. Z glaubt, dass X das Vertrauen der Erdenmenschen gewonnen habe und befördert ihn zu ihrem Stellvertreter. In seiner Verzweiflung überreicht X Z den Welpen als Geschenk, woraufhin Z zu ihrem großen Erstaunen ihre rosa Farbe wiedererlangt. Als die Bewohner von Christmas Town auch die anderen Klepts beschenken, erhalten auch diese ihre jeweilige Farbe und damit ihr besonderes Ich zurück.
Als der Weihnachtsmann im Morgengrauen beklagt, dass nun nicht mehr genug Zeit bleibe, um allen Kindern auf der Welt Weihnachtsgeschenke zu bringen, bietet Z ihm an, dass sie dies zusammen mit ihrem Volk der Klepts übernehmen wolle. So steigen die Klepts in ihre Raumschiffe, reisen um den Planeten und überbringen den Kindern dieser Welt nach Weisung des Weihnachtsmanns ihre Geschenke.

## Produktionsnotizen
Die Chiodo-Brüder, ein amerikanisches Künstlertrio, stellten zunächst eine animierte Adaption des Buches her, auf dem der Film basiert. Der Film verwendet für die Raumschiffe computergenerierte Bilder. Bleeding Fingers Music erarbeitete die Musik gemeinsam mit dem Komponisten Adam Schiff. 
Die Synchronarbeiten für die deutsche Fassung wurden von der Berliner Synchron GmbH - Wenzel Lüdecke in Berlin durchgeführt. Das Dialogbuch verfasste Julia Kantner. Die Dialogregie lag bei Benjamin Wolfgarten, Beate Gerlach und Klaus Bauschulte.

## Kritik
Tasha Robinson befasste sich für Polygon mit dem Film und meinte, es sei keine große Überraschung, dass es in Netflix’ neuem Stop-Motion-Film Alien Xmas um eine Gruppe von Außerirdischen gehe, die Weihnachten stehlen wollten, denn Weihnachten vor diversen Dieben und Katastrophen zu retten, sei mittlerweile eine fast ebenso zuverlässige Tradition wie das Schmücken von Bäumen und das Verschenken von Geschenken. Der Film gebe einem zwar ein vertrautes Gefühl von handgemachten Charme, habe aber nicht ganz die vertraute Art oder unschuldige Aufrichtigkeit älterer Filme, wie How the Grinch stole Christmas oder Invader Zim. Die kurze Laufzeit des Films lasse nicht viel Spielraum für Nuancen, befand Robinson weiter, und es fehle dem Film an jeglichem echten Schwung oder einer eigenen Handschrift.
John Squires Rezension für Bloody Disgusting befand das Kinderbuch von Chiodos werde hier zum Leben erweckt mit vertrauten Charakteren und Wohlfühl-Charme. Genau dieses Gefühl von Nostalgie erzeuge die Wärme, die Alien Xmas zu einer so angenehmen Kuschelgeschichte mache. Squires meinte weiter, der Film sei aus dem Stoff geschnitten, der es einem nicht schwer mache, sich vorzustellen, dass sowohl Kinder als auch Erwachsene diesen Film in ihre weihnachtliche Jahresplanung direkt neben den ganz großen einbeziehen könnten. In einer Zeit, in der es so viel anderes zu sehen gebe und so viel los sei auf der Welt, sei Alien Xmas geeignet, die Weihnachtsstimmung zu verbreiten, die wir jetzt alle gebrauchen könnten.
Cheryl Eddy von io9 schrieb, dass die Botschaft von Alien Xmas über Konsumismus zwar einfach sein möge, was sie aber nicht weniger wertvoll mache. Zudem gebe es im Film überall clevere Momente, die verhinderten, dass sich die Botschaft zu süß anfühle. Eltern brauchten zudem keine Angst zu haben, denn der Film sei extrem kinderfreundlich.
Oliver Armknecht bewertete den Film für film-rezensionen.de und gab im von zehn möglichen Punkten sieben. Ganz reiche Alien Xmas an den „Vorjahreshit“ von Netflix Klaus „nicht heran“, sei „aber auch so ein würdiger Neuzugang in dem mittlerweile überbevölkerten Segment“. Der Film plädiere für „mehr Selbstlosigkeit, für ein stärkeres Miteinander“. Das „Szenario“ von Alien Xmas sei „natürlich skurril“. Dahinter stecke aber „ein klassischer Weihnachtsfilm mit Fokus auf Selbstlosigkeit und Geschenke, charmant als Stop-Motion-Kurzfilm umgesetzt“. Wer „einen süßen Animationsfilm für Kinder“ suche, „bei dem man sich selbst daneben setzen“ könne, der sei „hier an einer guten Adresse“.
Janna Fund schrieb auf der Seite vodafone.de, „der neue Netflix-Weihnachtsfilm Alien Xmas“ biete „drollige Unterhaltung mit Herz für die ganze Familie“.